# Joseph Kranzinger
Joseph Kranzinger, alternativ auch Krantzinger (* 14. Februar 1731 in Anzing bei Mattsee, Erzstift Salzburg; † 27. März 1775 in Versailles:4), war ein österreichischer Porträtmaler. Seine Eltern waren der Anzinger Fischer Georg Kranzinger und dessen Frau Katharina, ein älterer Bruder Philipp (geb. 1722) erlernte das Binderhandwerk.

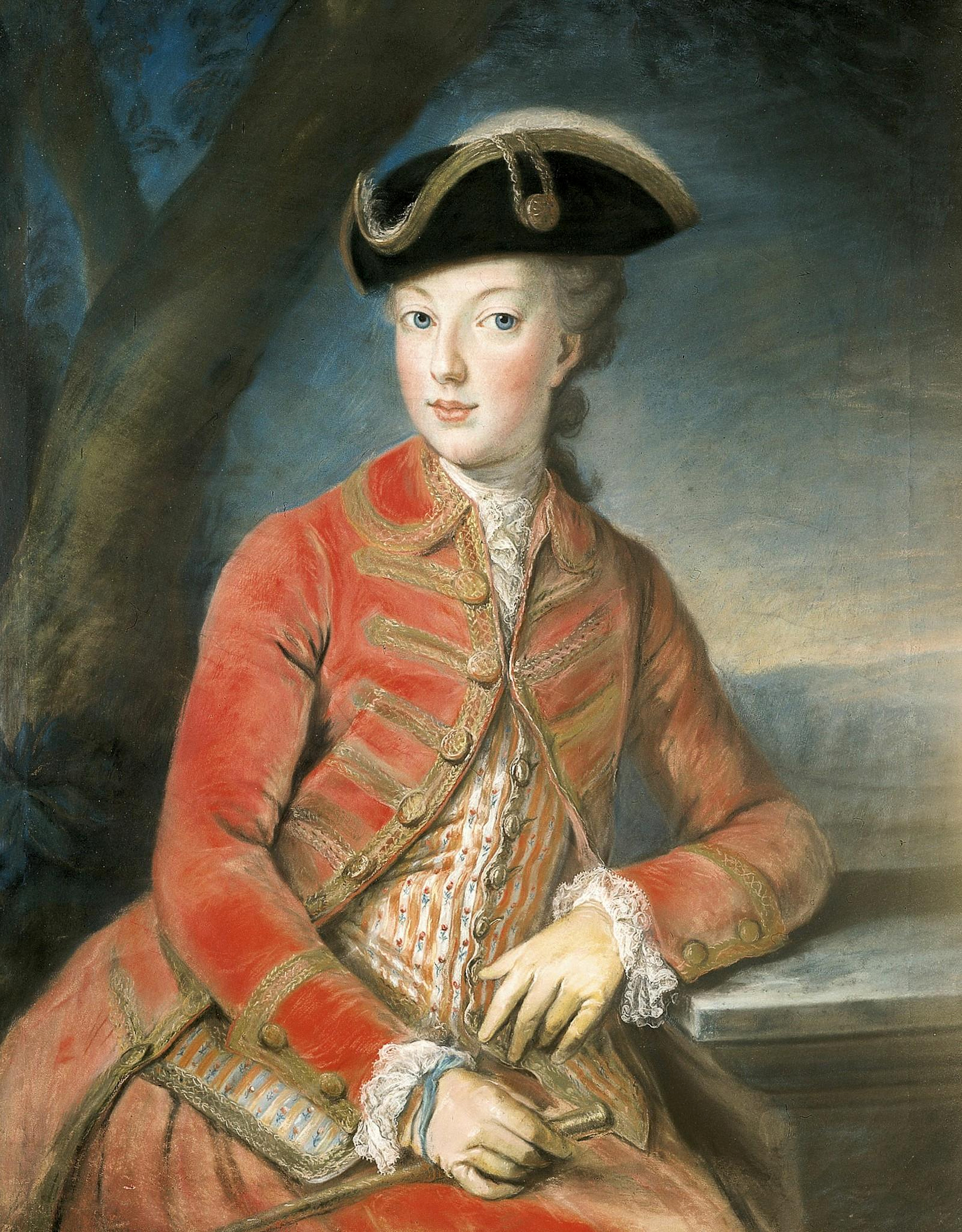
Joseph Kranzinger: Marie Antoinette im roten Jagdkostüm, um 1772 (Schloss Schönbrunn)

1762 war er in Wien als Maler bekannt und reiste vermutlich mit seinem Bruder von dort in die Niederlande. Seine Ausbildung vertiefte er 1766 an der Wiener Kupferstecherakademie, die später mit der Akademie der vereinigten bildenden Künste zusammengelegt wurde. Ende 1768 reiste er nach Paris, wo er die Unterstützung von Johann Georg Wille fand.
Für 12 Louis d’or wurde er 1769 von Menus Plaisirs beauftragt, ein Porträt von Marie-Antoinette zu erstellen, das auf Bildern beruhte, die schon in Wien u. a. von Joseph Ducreux:2 angefertigt wurden, und das nun mit einem typisch französischen Hofgewand aktualisiert wurde. Das Bild wurde von Jean-Charles Le Vasseur (1734–1816) graviert, um als Stich unmittelbar nach der Hochzeit mit dem französischen Thronerben am 16. Mai 1770 veröffentlicht zu werden. Später hat sie ihm für ein Pastellportrait in einem modischen Reitkostüm Modell gesessen, das an ihre Mutter Maria Theresia an den Wiener Hof geschickt wurde und versehentlich Jean-Étienne Liotard zugeschrieben worden war.
1805 wurde nach ihm und seinem Bruder Philipp in Erbsachen zwecks Auszahlung einer Kuratelrechnung amtlich gesucht, er war jedoch bereits 1775 in Versailles verstorben, wo er sich in unmittelbarer Nähe zum Schloss ein bescheidenes Zimmer als Unterkunft und Atelier gesucht hatte.:4